# 大阪市立弘治小学校
大阪市立弘治小学校（おおさかしりつ こうじしょうがっこう）は、大阪府大阪市西成区にあった公立小学校。

## 概要
西成区の北部、国道26号花園交差点の北東角に立地していた。1898年に創立した小学校を起源とする。校名の「弘治」は、16世紀半ばの元号・弘治に由来する。
児童数減少の影響に伴い、近隣の萩之茶屋・今宮の両小学校と統合して小中一貫校の新今宮小学校となり、2015年3月に閉校した。

## 沿革

### 創立前史
学校所在地周辺はかつて西成郡今宮村に属していた。明治時代初期の学制発布に伴い、今宮村には1873年に第六大区一小区第一番今宮小学校が設置された（のちの浪速区・大阪市立恵美小学校）。
しかし1897年の大阪市の第一次市域拡張により、今宮村の北部が大阪市に分割編入された。このため村北部にあった小学校は大阪市に移管されて恵美小学校となった。
今宮村南部は、同様に北部を大阪市に分割編入された西隣の木津村南部と合併した上で、今宮村として存続することになった。今宮村として残った地域には学校がなかったため、児童は引き続き恵美小学校に通学していた。

### 学校創立
今宮村の分割から2年後、村で独自の小学校を持つことになった。村の分割後最初の小学校・西成郡今宮尋常小学校が1898年に創設された。このときに設置された今宮小学校が、後年の弘治小学校にあたる。
開校当初は西成郡今宮村三日路655番地の共有家屋（のちの大阪市立今宮小学校の場所）に校舎を設置していた。その後1906年に西成郡今宮村花園457・465番地（閉校までの所在地）に移転している。
今宮村（1917年町制を施行し今宮町、1925年大阪市に編入）は大阪市と隣接しているという地理条件から、大正時代には宅地化が急速に進んだ。そのため児童も急増し、1915年には西成郡今宮第二尋常小学校（現在の大阪市立長橋小学校）を分離している。
さらに今宮町では西成郡今宮第三尋常小学校（のちの大阪市立萩之茶屋小学校、1917年創立）、西成郡今宮第四尋常小学校（のちの大阪市立今宮小学校、1921年創立）、西成郡今宮第五尋常小学校（現在の大阪市立橘小学校、1922年創立）が開校した。大阪市編入後にも大阪市今宮第六尋常小学校（のちの大阪市立松之宮小学校、1927年創立）、大阪市梅南尋常小学校（のちの大阪市立梅南小学校、1938年創立）が開校した。これらの周辺校の開校に伴い、校区を縮小・再編している。
校名は創立当初は西成郡今宮尋常小学校の名称だったが、1918年に西成郡今宮第一尋常小学校へと改称している。

### 国民学校時代
国民学校令により、1941年には大阪市弘治国民学校へと改称した。
国民学校への改称の際、大阪市の小学校では全域で、従来の創立順の番号での校名をやめて地名などを取り入れた名称とすることにした。学校所在地の旧今宮村が中世には漁村として栄え、宮中に大鯛を献納する役割を担っていたことで、1557年（弘治3年）4月に後奈良天皇が村に対して感謝の意を示す文書を出したという故事から、時の元号・弘治を学校名として採用した。
太平洋戦争の戦局の悪化により、1944年には学童集団疎開が実施されることになった。西成区の国民学校では大阪府南部（泉州地域）および和歌山県が疎開先に指定された。弘治国民学校では泉南郡熊取村（現・熊取町）、日根野村・大土村・上之郷村（以上、現在の泉佐野市）へと集団疎開を実施している。
1945年の大阪大空襲では西成区役所が被災したため、弘治国民学校校舎が区役所仮庁舎として使用された。

### 学制改革以後
1947年には学制改革により、大阪市立弘治小学校へと改称した。また新制大阪市立西成第二中学校（現在の大阪市立今宮中学校）が一時校内に併設されたが、今宮中学校は1949年に独立校舎へ移転している。
1991年には新校舎が落成した。校舎建設の際、大阪市営地下鉄花園町駅の駐輪場を学校地下に併設した。
一方で地域の児童数減少に伴い、2000年代には1学年1学級の単学級校となり、学校の統廃合が検討された。同様に児童が減少していた近隣の萩之茶屋・今宮小学校との3校での統合、および今宮中学校敷地に併設しての小中一貫校化での統廃合が具体化し、2015年4月より大阪市立新今宮小学校・今宮中学校（いまみや小中一貫校）に改編されることになった。
これに伴い2015年3月31日付で閉校となった。

### 年表
- 1898年3月 - 西成郡今宮尋常小学校として創立[1]。
- 1906年 - 現在地に校舎竣工。移転。
- 1915年 - 西成郡今宮第二尋常小学校を分離。
- 1917年 - 西成郡今宮第三尋常小学校の開校に伴い校区変更。
- 1918年12月 - 西成郡今宮第一尋常小学校に改称。
- 1921年 - 西成郡今宮第四尋常小学校の開校に伴い校区変更。
- 1922年 - 西成郡今宮第五尋常小学校の開校に伴い校区変更。
- 1925年4月1日 - 大阪市に編入されたことに伴い、大阪市今宮第一尋常小学校と改称。
- 1927年 - 大阪市今宮第六尋常小学校の開校に伴い校区変更。
- 1934年9月21日 - 室戸台風で校舎半壊。
- 1938年 - 大阪市梅南尋常小学校の開校に伴い校区変更。
- 1941年4月1日 - 国民学校令により、大阪市弘治国民学校に改称。
- 1944年9月19日 - 泉南郡に集団疎開。
- 1945年 - 大阪大空襲によって被災した西成区役所の仮庁舎となる。
- 1947年4月1日 - 学制改革により、大阪市立弘治小学校に改称。
- 1991年11月 - 新校舎落成[1]。
- 2014年5月27日 - 「大阪市学校設置条例」の改正が市会で議決。2015年3月の閉校が正式決定。
- 2015年3月31日 - 閉校。新今宮小学校に統合。

## 廃校後の跡地利用
跡地については、大阪市の関連施設として活用されている。
2015年には、西成区役所と大阪市立大学が連携・協働する事業として、西成区の地域の歴史資料を収集・展示する「西成情報アーカイブ」が開設された。しかし「西成情報アーカイブ」はその後2018年に、同区内の長橋地域（出城2丁目）の大阪市社会福祉研修・情報センター内に移転した。
2020年6月には、不登校の児童・生徒を支援する「大阪市教育支援センター（適応指導教室）」が開設された。

## 通学区域
- 大阪市西成区 旭1丁目の一部、鶴見橋1丁目の一部、梅南1丁目の一部、松1丁目の一部、花園北2丁目の一部、花園南2丁目の一部。

卒業生は大阪市立今宮中学校に進学した。

## 交通
- 大阪市営地下鉄四つ橋線 花園町駅 すぐ（花園交差点北東角）。
- 南海高野線 萩ノ茶屋駅 南西へ約350m。
- 南海本線・高野線・大阪市営地下鉄堺筋線 天下茶屋駅 北へ約900m。
- 阪堺電気軌道阪堺線 今船停留場 西へ約500m。